# Scolytus
Genre
Scolytus est un genre d'insectes de l'ordre des coléoptères (insectes possédant en général deux paires d'ailes incluant entre autres les scarabées, coccinelles, lucanes, chrysomèles, hannetons, charançons et carabes) et de la famille des Curculionidae.

## Liste des espèces
- Scolytus amygdali - scolyte de l'amandier
- Scolytus dentatus Bright, 1964
- Scolytus fagi Walsh, 1867
- Scolytus laricis Blackman, 1934
- Scolytus mali (Bechstein, 1805) - scolyte du pommier ou bostryche disparate
- Scolytus monticolae Swaine, 1917
- Scolytus multistriatus (Marsham, 1802) -  scolyte européen de l'orme
- Scolytus muticus Say, 1824
- Scolytus obelus Wood, 1962
- Scolytus opacus Blackman, 1934
- Scolytus oregoni Blackman, 1934
- Scolytus praeceps LeConte, 1876
- Scolytus quadrispinosus Say, 1824 -  scolyte du caryer
- Scolytus reflexus Blackman, 1934
- Scolytus robustus Blackman, 1934
- Scolytus rugulosus (Mueller, 1818) - scolyte des arbres fruitiers
- Scolytus scolytus (Fabricius, 1775) -  grand scolyte de l'orme
- Scolytus subscaber LeConte, 1876
- Scolytus unispinosus LeConte, 1876 -  scolyte sculpteur du Douglas
- Scolytus ventralis LeConte, 1868